# 67P/Tjurjumov-Gerasimenko
Tjurjumov-Gerasimenko (Чурюмова-Герасименко) (også kaldet 67P/Tjurjumov-Gerasimenko) er en komet i en bane om Solen med en omløbstid på 6,45 år og en rotationsperiode på 12,4 timer. Kometen havde sit sidste perihelium (nærmeste afstand til Solen) den 13. august 2015. Kometen måler ca. 4 km x 3,5 km x 3,5 km.
Tjurjumov-Gerasimenko var målet for ESA's Rosetta-mission, der begyndte den 2. marts 2004. Rosetta nåede kometen i august 2014, og den 12. november 2014 landede Rosettas landingsmodul, Philae, på kometen. Landingen var den første kontrollerede landing med et rumfartøj på en komet. Rosetta har optaget en lang række billeder af 67P/Tjurjumov-Gerasimenko på vej mod landsætningen. 67P/Tjurjumov-Gerasimenko er blevet den første komet, der er underkastet videnskabelige nærundersøgelser og filmet i nærbillede. På grund af Tjurjumov-Gerasimenkos dobbeltstruktur er det blevet foreslået at den er en binær komet med to forbundne kerner. Tjurjumov-Gerasimenko har en lille måne.

## Opdagelse
Kometen blev opdaget i 1969 af Klim Ivanovich Tjurjumov fra Kijevs astronomiske observatorium, der gennemgik fotografier, der var taget af Svetlana Gerasimenko den 11. september 1969 ved det astrofysiske institut i Almaty med henblik på at lede efter den periodiske komet 32P/Comas Solà. Tjurjumov fandt et kometlignende objekt i billedets periferi, men antog, at det var Comas Solà.
Efter at være hjemvendt til Kijev undersøgte Tjurjumov de fotografiske plader mere grundigt. Den 22. oktober konstaterede han, at objektet ikke kunne være Comas Solà, da det befandt sig 1,8 grader fra den forventede position. Yderligere analyser viste, at der var et svagt billede af Comas Solà, der hvor Comas Solà var forventet at befinde sig på fotografiet, hvorved det var påvist, at det nye objekt måtte være en nyopdaget komet.
I overensstemmelse med sædvanlig praksis er kometen opkaldt efter dens to opdagere. Tjurjumov-Gerasimenko er den 67. periodiske komet, man kender banen for, hvorfor kometen også benævnes 67P/Tjurjumov-Gerasimenko.

## Galleri
- Tjurjumov-Gerasimenko set fra Rosetta den 18. august 2014 i 88 km afstand
- Tjurjumov-Gerasimenko set i 28 km afstand fra
 Rosetta-rumsonden den 24. september 2014
- Set fra Rosetta i 9,8 km afstand den 18. oktober
- Set fra Rosetta den 30. oktober 2014 i 26,8 km afstand
- 2. november, 33,4 km fra overfladen
- Observeret fra Jorden den 11. august ved hjælp af ESO's Very Large Telescope i Chile

## Eksterne links
- Rosetta's target: Comet 67P/Churyumov-Gerasimenko - fra ESAs website (www.sci.esa.int) Arkiveret 21. august 2019 hos  Wayback Machine
- NASA's hjemmeside om Rosetta-missionen Arkiveret 30. oktober 2014 hos  Wayback Machine

- Wikimedia Commons har flere filer relateret til 67P/Tjurjumov-Gerasimenko

| Astronomi | Spire Denne artikel om astronomi er en spire som bør udbygges. Du er velkommen til at hjælpe Wikipedia ved at udvide den. |